# Аутоматско резоновање
Аутоматско резоновање је област рачунарства посвећена разумевању различитих аспеката резоновања на начин који омогућава прављење софтвера помоћу кога рачунари могу да резонују потпуно или скоро потпуно аутоматски. Као такво, аутоматско резоновање се обично сматра подоблашћу вештачке интелигенције, али ова област има јаке везе и са теоријским рачунарством, па и филозофијом.
Најразвијеније облсти аутоматског резоновања су вероватно аутоматско доказивање теорема (и мање аутоматска, али прагматичнија подобласт, интерактивно доказивање теорема) и аутоматска провера доказа (за коју се сматра да гарантује коректно резоновање под фиксним претпоставкама), али су значајни напори уложени и у развијање резоновања аналогијом, индукцијом и абдукцијом. Друге важне теме су резоновање под несигурним околностима и немонотоно резоновање.
Алати и технике које аутоматско резоновање користи укључују апаратуру класичне логике и рачуна за аутоматско доказивање теорема, али и фази логику, бајесовско учење, резоновање са максималном ентропијом и велики број мање формалних ад хок техника.